# Edim Bahamonde
Edim Nancy Bahamonde Quinteros (Oyón, 1963) es una administradora y  política peruana.  Fue alcaldesa de la Provincia de Oyón. entre  1993 y 1995.

## Biografía
Edim Bahamonde nació en Oyón, el 10 de mayo de 1963. Realizó sus estudios primarios en la Escuela Primaria F. No.21501 de Raura, y los secundarios en la Gran Unidad Escolar Rosa de Santa María de Breña. Entre 1982 y 1988, estudió Ciencias Administrativas en la Universidad Nacional Mayor de San Marcos.
Inicia su participación política como Alcaldesa del Concejo Provincial de Oyón, para el período 1993-1995, como representante del Movimiento Independiente Por un Nuevo Oyón, organización por la que en 1995 se presenta sin éxito para la reelección. Como representante de la Alianza Unidad Nacional, en el año 2002 postula al mismo cargo y en el 2006 al cargo de Consejero del Gobierno Regional de Lima-Provincias. En las elecciones regionales y municipales del Perú de 2010 postula nuevamente al cargo de Alcalde de Oyón, por el Partido Restauración Nacional.